# Holopogon kugleri
Holopogon kugleri là một loài ruồi trong họ Asilidae. Holopogon kugleri được Theodor miêu tả năm 1980. Loài này phân bố ở vùng Cổ Bắc giới và châu Á.